# Route 54 (Islande)
Pour les articles homonymes, voir Route 54.
La Route 54 (Þjóðvegur 54) ou Snæfellsnesvegur est une route islandaise qui dessert la péninsule de Snaefellsnes.

## Trajet
- Borgarnes
- -  - vers côte nord de la péninsule de Snaefellsnes
- -  - vers côte nord de la péninsule de Snaefellsnes et Stykkishólmur
- - Phare de Kirkjuhóll
- -  vers Arnarstapi
- -  vers Ólafsvík et Hellissandur
- - Phare de Krossnes
- - Phare de Taska
- Kirkjufell
- Grundarfjörður
- - Pont de Kolgrafafjörður
- - Pont de Hraunsfjörður
- -  - vers côte sud de la péninsule de Snaefellsnes et Borgarnes
- -  - vers Stykkishólmur
  - Début de route non goudronnée
- -  - vers côte sud de la péninsule de Snaefellsnes
- Route 60 - vers Búðardalur et Route 1